# نادي حائل الأدبي
نادي حائل الأدبي، أُنشىء عام 1994 تشرف عليه وزارة الإعلام بالمملكة العربية السعودية. ورأس مجلس إدارته عند افتتاحه الدكتور رشيد بن فهد العمرو مدير عام إدارة التربية والتعليم في المنطقة سابقا، ويعتبر عبد الرحمن فهيد الربيعان من أعضاءه المؤسسين، وبعد التشكيل الجديد لمجالس الأندية الأدبية، اختارت وزارة الإعلام السعودية عدة أسماء للمجلس انتخبوا من بينهم رئيسا ونائبا وأمينا عاماً.
رئيس النادي الآن هو  الدكتور نايف المهيلب، ونائبه هو الاستاذ رشيد الصقري

## شعار النادي
- جبلين، ويمثلان جبال أجا وسلمى
- شمس مشرقة، تمثل إنطلاقة النادي في أرض الجبلين
- كتاب يمثل أنشطة النادي الثقافية
- اسم النادي.[2]

## لجان النادي
- لجنة النشاط المنبري
- اللجنة الإعلامية
- لجنة العلاقات العامة
- لجنة المسابقات
- لجنة المطبوعات
- لجنة الملف الدوري (رؤى)
- لجنة الملتقيات (المنتديات)[3]

## مكتبة النادي
تضم مكتبة النادي الأدبي بمنطقة حائل آلاف الكتب في جميع المعارف، وأبواب المكتبة مفتوحة لجميع زوار النادي وأعضائه، كما أن المكتبة مشتركة في جميع الصحف والمجلات السعودية بالإضافة إلى الدوريات والمجلات المتخصصة في الوطن العربي. المكتبة منظمة فنياً ومفهرسة طبقاً لنظم التقنية. من مطبوعات النادي:
- عقيلات الجبل: تأليف الأستاذ عبد الرحمن بن زيد السويداء.
- التعليم في الوطن العربي: تأليف الدكتور عبد الرحمن بن صالح المشيقح.
- مكارم الأخلاق في القرآن الكريم: تأليف الفريق يحيى بن عبد الله المعلمي.
- وتهرأت حبالها (مجموعة قصصية): تأليف الأستاذ عبد الحفيظ الشمري.
- مبادئ في نظرية الشعر والجمال: تأليف الشيخ أبي عبد الرحمن بن عقيل الظاهري.
- ظلال رجال هاربين (مجموعة قصصية): تأليف الأستاذ جار الله الحميد.
- آفاق الرؤية وجماليات التشكيل: تأليف الدكتور محمد صالح الشنطي.
- أعداد ملف رؤى.
- شعراء من منطقة حائل: تأليف الأستاذ عبد الرحمن بن زيد السويداء.
- إطلالة على المجتمع: تأليف الأستاذ عبد الله تركي البكر.
- رباعيات مخضبة (ديوان شعر): تأليف الأستاذ أحمد سالم باعطب.
- مجموعة قصص للأطفال: تأليف الأستاذ عبد الحفيظ الشمري.

## انظر ايضاً
- حائل
- نادي الرياض الأدبي
- نادي الطائف الأدبي
- نادي جدة الأدبي

## وصلات خارجية
- رئيس نادي حائل الأدبي: منازل «حاتم الطائي» مملوكة لمواطنين بصكوك رسمية...